# 埃里克·海登
埃里克·亞瑟·海登（英語：Eric Arthur Heiden，1958年6月14日—），美国男子速度滑冰运动员，擅长长距离。他在美国纽约州普萊西德湖举行的1980年冬季奥林匹克运动会上史无前例地夺得所有五个男子速度滑冰金牌，并打破四项奥运会纪录和一项世界纪录。